# Каменерізні машини
Каменерізні машини (рос. камнерезальные машины, англ. stonecutters, нім. Steinfräsmaschinen f pl) — машини, якими з масиву гірських порід вирізують (випилюють) камені (блоки) правильної форми. Робочі органи каменерізних машин — дискові або кільцеві фрези та різальні ланцюги з твердосплавними зубками (бари).

## Характеристики машин
- Фронт робіт — понад 500 м
- Продуктивність — до 25м³ / год

## Застосування машин
- Вирізка з гірського масиву стінового каменю
- Вирізка з гірського масиву облицювального каменю

## Робочі інструменти каменерізних машин
- Робочий орган (дискові, ланцюгові або канатні пилки, кільцеві фрези)
- Консоль
- Системи управління

## Класифікація каменерізних машин
по виду робочого органу
- Каменерізні машини з дисковими пилками
- Каменерізні машини з кільцевими фрезами
- Каменерізні машини з ланцюговими пилками
- Каменерізні машини з канатними пилками
- Комбіновані каменерізні машини

по області застосування
- Каменерізні машини для вирізки великих блоків стінового й облицювального каменю
- Каменерізні машини для вирізки дрібних блоків стінового каменю

по висоті оброблюваного уступу
- Низькоуступні каменерізні машини
- Високоуступні каменерізні машини

по розташуванню щодо уступу
- Передуступні каменерізні машини
- Уступні каменерізні машини
- Надуступні каменерізні машини

за ступенем універсальності
- Спеціалізовані каменерізні машини
- Універсальні каменерізні машини